# Boca Del Mar
Boca Del Mar è una città degli Stati Uniti d'America, classificata come CDP e situata in Florida, nella Contea di Palm Beach.